# .md
.md is de internettopleveldomeinlandcode van Moldavië. Het wordt beheerd door MaxMD.
.md is geregistreerd in 1994. .md wordt meestal gebruikt voor medische zaken en sites over Moldavië.